# 플로이드 스펜스
플로이드 데이비슨 스펜스(Floyd Davidson Spence, 1928년 4월 9일 ~ 2001년 8월 16일)는 미국의 정치인이다.

## 학력
- 사우스캐롤라이나 대학교 인문사회 학사
- 사우스캐롤라이나 스쿨 오브 로 대학 법무박사

## 경력
- 1957.01 ~ 1963.01 제92·93·94대 사우스캐롤라이나 렉싱턴 카운티 선거구 하원의원
- 1967.01 ~ 1969.01 제97대 사우스캐롤라이나 제7선거구 상원의원
- 1969.01 ~ 1970.12 제98대 사우스캐롤라이나 제22선거구 상원의원
- 1971.01 ~ 2001.08 제92~107대 미국 사우스캐롤라이나 제2선거구 연방하원의원
- 1995.01 ~ 2001.01 제11대 미국 하원 국방위원회 위원장

## 역대 선거 결과
| 선거명      | 직책명                                 | 대수  | 정당   | 득표율  | 득표수    | 결과 | 당락                             |
| ----------- | -------------------------------------- | ----- | ------ | ------- | --------- | ---- | -------------------------------- |
| 1956년 선거 | 하원의원 (사우스캐롤라이나 제45선거구) | 92대  | 민주당 | 0%      | 표        | 1위  | 사우스캐롤라이나 주의원 당선     |
| 1958년 선거 | 하원의원 (사우스캐롤라이나 제45선거구) | 93대  | 민주당 | 0%      | 표        | 1위  | 사우스캐롤라이나 주의원 당선     |
| 1960년 선거 | 하원의원 (사우스캐롤라이나 제45선거구) | 94대  | 민주당 | 0%      | 표        | 1위  | 사우스캐롤라이나 주의원 당선     |
| 1962년 선거 | 하원의원 (사우스캐롤라이나 제2선거구)  | 88대  | 공화당 | 47.16%  | 34,947표  | 2위  | 낙선                             |
| 1966년 선거 | 상원의원 (사우스캐롤라이나 제7부)      | 97대  | 공화당 | 0%      | 표        | 1위  | 사우스캐롤라이나 주의원 당선     |
| 1968년 선거 | 상원의원 (사우스캐롤라이나 제7부)      | 98대  | 공화당 | 0%      | 표        | 1위  | 사우스캐롤라이나 주의원 당선     |
| 1970년 선거 | 하원의원 (사우스캐롤라이나 제2선거구)  | 92대  | 공화당 | 53.09%  | 48,093표  | 1위  | 사우스캐롤라이나주 하원의원 당선 |
| 1972년 선거 | 하원의원 (사우스캐롤라이나 제2선거구)  | 93대  | 공화당 | 100.00% | 83,543표  | 1위  | 사우스캐롤라이나주 하원의원 당선 |
| 1974년 선거 | 하원의원 (사우스캐롤라이나 제2선거구)  | 94대  | 공화당 | 56.08%  | 58,936표  | 1위  | 사우스캐롤라이나주 하원의원 당선 |
| 1976년 선거 | 하원의원 (사우스캐롤라이나 제2선거구)  | 95대  | 공화당 | 57.54%  | 83,426표  | 1위  | 사우스캐롤라이나주 하원의원 당선 |
| 1978년 선거 | 하원의원 (사우스캐롤라이나 제2선거구)  | 96대  | 공화당 | 57.46%  | 71,032표  | 1위  | 사우스캐롤라이나주 하원의원 당선 |
| 1980년 선거 | 하원의원 (사우스캐롤라이나 제2선거구)  | 97대  | 공화당 | 55.72%  | 92,306표  | 1위  | 사우스캐롤라이나주 하원의원 당선 |
| 1982년 선거 | 하원의원 (사우스캐롤라이나 제2선거구)  | 98대  | 공화당 | 58.51%  | 71,569표  | 1위  | 사우스캐롤라이나주 하원의원 당선 |
| 1984년 선거 | 하원의원 (사우스캐롤라이나 제2선거구)  | 99대  | 공화당 | 62.11%  | 108,085표 | 1위  | 사우스캐롤라이나주 하원의원 당선 |
| 1986년 선거 | 하원의원 (사우스캐롤라이나 제2선거구)  | 100대 | 공화당 | 53.60%  | 73,455표  | 1위  | 사우스캐롤라이나주 하원의원 당선 |
| 1988년 선거 | 하원의원 (사우스캐롤라이나 제2선거구)  | 101대 | 공화당 | 52.76%  | 94,960표  | 1위  | 사우스캐롤라이나주 하원의원 당선 |
| 1990년 선거 | 하원의원 (사우스캐롤라이나 제2선거구)  | 102대 | 공화당 | 88.70%  | 90,054표  | 1위  | 사우스캐롤라이나주 하원의원 당선 |
| 1992년 선거 | 하원의원 (사우스캐롤라이나 제2선거구)  | 103대 | 공화당 | 87.62%  | 148,667표 | 1위  | 사우스캐롤라이나주 하원의원 당선 |
| 1994년 선거 | 하원의원 (사우스캐롤라이나 제2선거구)  | 104대 | 공화당 | 99.79%  | 133,307표 | 1위  | 사우스캐롤라이나주 하원의원 당선 |
| 1996년 선거 | 하원의원 (사우스캐롤라이나 제2선거구)  | 105대 | 공화당 | 89.76%  | 158,229표 | 1위  | 사우스캐롤라이나주 하원의원 당선 |
| 1998년 선거 | 하원의원 (사우스캐롤라이나 제2선거구)  | 106대 | 공화당 | 57.83%  | 119,538표 | 1위  | 사우스캐롤라이나주 하원의원 당선 |
| 2000년 선거 | 하원의원 (사우스캐롤라이나 제2선거구)  | 107대 | 공화당 | 57.00%  | 153,870표 | 1위  | 사우스캐롤라이나주 하원의원 당선 |